# Pathology of Murder
Pathology of Murder è il secondo album in studio del gruppo musicale Catastrophic, pubblicato nel 2008 dalla Napalm Records.

## Tracce
1. Pathology of Murder – 3:51
2. My Crucible – 3:36
3. Splendors Calling – 3:57
4. The Messenger – 2:59
5. Problem, Reaction, Solution – 3:18
6. History Is Fiction – 3:34
7. Healthy Dose of Hate – 2:28
8. Generation Decimation – 3:00
9. Enveloping Darkness – 2:58
10. Apathy's Warm Embrace – 4:39
11. Catastrophic – 3:24

## Formazione
- Keith DeVito - voce
- Brian Hobbie - basso, chitarra
- Joe Cincotta - chitarra
- Rob Maresca - batteria